# Amazon Music
Amazon Music (anciennement Amazon MP3) est une plateforme de streaming de musique et un magasin de musique en ligne exploité par Amazon. Lancé en version bêta publique le 25 septembre 2007, en janvier 2008, Amazon Music devient le premier magasin de musique à vendre de la musique sans gestion des droits numériques (DRM) des quatre principaux labels de musique (EMI Group, Universal Music Group, Warner Music Group et Sony BMG), ainsi que de nombreux indépendants,. Toutes les pistes étaient à l'origine vendues au format MP3 à débit binaire variable de 256 kilobits par seconde sans filigrane par client ni DRM, cependant, certaines pistes sont désormais filigranées. Les accords de licence avec les maisons de disques limitent les pays dans lesquels la musique peut être vendue.
Après les États-Unis, Amazon MP3 a été lancé au Royaume-Uni le 3 décembre 2008, en Allemagne le 1er avril 2009 et en France le 10 juin 2009. L'édition allemande est disponible en Autriche et en Suisse depuis le 3 décembre 2009. La boutique Amazon MP3 a été lancée au Japon le 10 novembre 2010. Les éditions espagnole et italienne ont été lancées le 4 octobre 2012. L'édition au Mexique a été annoncée le 7 novembre 2018.
Amazon a lancé Amazon Cloud Player, une extension du magasin Amazon MP3, aux États-Unis, en mars 2011.
En janvier 2020, Amazon Music compte 55 millions d'auditeurs.

## Disponibilité géographique

Disponibilité mondiale d'Amazon Music le 24 juin 2019. Le jaune est Amazon Music Unlimited, le rouge-orange est Amazon Prime Music et l'orange est à la fois Amazon Prime Music et Amazon Music Unlimited.

Au lancement, Amazon offre plus de 200 millions   de chansons de plus de 180 000 artistes et plus de 20 000 labels, y compris EMI Group et Universal Music Group, à des clients situés aux États-Unis uniquement. En décembre 2007, Warner Music Group annonce qu'elle offrirait son catalogue sur Amazon MP3 et en janvier 2008, Sony BMG emboîte le pas. Le catalogue actuel compte 70 millions de titres.
Amazon limite l'accès international en vérifiant le pays d'émission de la carte de crédit des utilisateurs. La première version internationale a été lancée le 3 décembre 2008 au Royaume-Uni. Les versions d'Allemagne, d'Autriche, de France, du Japon, d'Italie, d'Espagne, du Canada et d'Inde ont suivi.

### Niveaux d'Amazon Music
En plus des achats numériques, Amazon Music propose également de la musique en streaming. Prime Music, un service offrant la diffusion illimitée d'un catalogue de musique limité est disponible pour les abonnés Amazon Prime sans frais supplémentaires dans plusieurs pays depuis la mi-2014. Amazon Music Unlimited, un service de diffusion en continu de catalogue complet est disponible en tant que niveau supplémentaire ou en tant qu'abonnement autonome depuis la fin de 2016.
Le 18 mai 2021, Amazon Music HD disparait et l'offre HD est intégré dès l'abonnement de base Amazon Music Unlimited et non disponible pour l'offre Amazon Music Prime.

## Partenariats
Le 1er février 2008, Pepsi a introduit une promotion Pepsi Stuff (en) en partenariat avec Amazon MP3. Les clients peuvent échanger des points offerts sur quatre milliards de bouteilles Pepsi contre, entre autres prix, des téléchargements MP3 de Warner Music Group, EMI Group et Sony BMG, mais pas Universal Music Group.
Myspace a vendu de la musique d'Amazon MP3 dans le cadre de sa fonction MySpace Music depuis septembre 2008.

## Plateformes prises en charge
Le catalogue de musique en streaming d'Amazon Music est accessible depuis le lecteur Web Amazon.com à l'aide d'extensions HTML DRM ou depuis des applications de lecture pour plusieurs plates-formes, notamment macOS, iOS, Microsoft Windows, Android, Fire OS, les appareils Amazon Alexa et certaines automobiles et téléviseurs intelligents.
En novembre 2018, il a été annoncé qu'Amazon Music serait disponible sur Android TV.
En août 2019, Amazon Music a lancé sa première application smartwatch disponible sur certaines montres connectées Garmin.

## Réactions
La réaction initiale à Amazon MP3 a été généralement positive. Le blog Apple non officiel a fait l'éloge du manque de DRM, d'autant plus que les prix des pistes étaient moins chers que les chansons iTunes Store au lancement, mais le critique a estimé que l'expérience utilisateur était meilleure sur iTunes que sur le site web d'Amazon. Om Malik (en) de Gigaom a également salué le manque de DRM et le débit élevé, mais n'a pas aimé la nécessité d'installer une autre application pour télécharger des albums. Dans l'ensemble, le critique a déclaré : « ... Je pense qu'il est logique que tout le monde navigue sur la boutique Amazon avant de cliquer sur le bouton « acheter » sur iTunes. »
Une étude réalisée en 2007 par Eliot Van Buskirk du blog «Listening Post» du magazine Wired a examiné si Amazon MP3 filigranait des pistes avec des informations personnelles identifiables. Van Buskirk a cité un porte-parole d'Amazon qui aurait déclaré: « Amazon n'applique pas de filigranes. Les fichiers nous sont généralement fournis à partir des étiquettes et certaines étiquettes utilisent des filigranes pour identifier le détaillant qui a vendu les pistes (il n'y a aucune information sur les pistes qui identifie le client. ). » L'étude a conclu que bien que les pistes puissent être filigranées pour indiquer qu'elles ont été achetées sur Amazon MP3, il n'y a aucune donnée pour indiquer quel client spécifique a acheté un fichier MP3 donné. Cette observation reflétait la politique d'Amazon à l'époque.

## Filigranes
Cependant, en 2011, la politique avait changé et certaines pistes explicitement étiquetées intègrent des «métadonnées requises par les maisons de disques», y compris, entre autres informations, des identifiants uniques.